# 1,3-Bis(hydroxymethyl)harnstoff
1,3-Bis(hydroxymethyl)harnstoff ist eine chemische Verbindung aus der Gruppe der Harnstoffderivate.

## Gewinnung und Darstellung
1,3-Bis(hydroxymethyl)harnstoff wird industriell durch Zugabe von Formaldehyd zu Harnstoff im Verhältnis 2:1 und anschließender Neutralisation mit Triethanolamin im gekühlten Rührkessel (T < 40 °C) produziert. Nach mehreren Stunden wird die Mischung abkühlen gelassen, wodurch das Produkt auskristallisiert und dann sprühgetrocknet wird.

## Eigenschaften
1,3-Bis(hydroxymethyl)harnstoff ist ein brennbarer, schwer entzündbarer, kristalliner, weißer und geruchloser Feststoff, der leicht löslich in Wasser ist. Er zersetzt sich bei Erhitzung über 118,6 °C.

## Verwendung
1,3-Bis(hydroxymethyl)harnstoff als Konservierungsmittel in Metallbearbeitungsflüssigkeiten, Reinigungsmitteln und Desinfektionsmitteln verwendet.